# Emergency (videojuego)
Emergency es un videojuego de simulación-estrategia desarrollado por Sixteen Toons sobre Servicios de Emergencia, en el cual el jugador desempeña el papel de responsable de todo un equipo compuesto por bomberos, policías, médicos e ingenieros. A lo largo de las misiones, deberá enfrentarse a incidentes como manifestaciones, explosiones, accidentes de tráfico, robos en tiendas, incendios, etc.
En España fue distribuida oficialmente la primera entrega por TopWare, y recientemente la cuarta entrega por FX Interactive. El resto están disponibles en inglés, alemán y francés. Es posible encontrar traducciones al español del Emergency 3 y 4 creadas por los fanes españoles de la saga. 
Todas las entregas son exclusivas de PC, salvo Emergency DS que es la única que ha sido portada a una consola, en este caso Nintendo DS y una versión para Android.
Existe una gran comunidad de fanes de la saga, ya que en las versiones 3 y 4 es posible modificar e importar mapas, edificios, personal y vehículos personalizados, adaptándose la apariencia de los efectivos a la Policía Nacional, SAMUR, Ertaintza, Generalitat,..

## Saga Emergency

### Emergency: Fighters for Life(1998)
Fue uno de los primeros juegos de Emergencias disponibles para PC. Dispondremos de 30 misiones de todo tipo para prestar ayuda a los ciudadanos, desde accidentes de tráfico hasta atentados, pasando por incendios forestales, inundaciones, tornados, manifestaciones,..

### Emergency 2: The Ultimate Fight for Life(2002)
Es la segunda entrega de esta saga, en ella podrás enfrentarte a 25 misiones. Nuevos efectos climatológicos que mejorarán el realismo del juego mientras cumplimos los objetivos de las misiones, los gráficos mejorados respecto a su versión antecesora se dejan notar.

### Emergency 3: Mission Life(2005)
En esta nueva edición se puede apreciar los nuevos gráficos en 3D con la posibilidad de poder rotar el escenario, y acercar o alejar el nuevo zum con lo que podremos obtener un mejor detalle. En esta nueva versión disponemos también de misiones nocturnas, además de continuar con los efectos climatológicos de su versión antecesora. 20 misiones, un nuevo modo incorporado llamado "Juego Libre" y el editor de misiones son el resto de novedades de esta entrega.

### Emergency 4: Global Fighters for Life(2006)
Nueva entrega de esta excelente saga, con 20 nuevas misiones. Además disponemos de nuevos mapas para el juego libre, nuevos vehículos y un excelente modo multijugador por red local o Internet para jugar con los amigos.

### Emergency 4 Deluxe(2006)
Una edición especial que incluye Emergency 4 más 3 nuevas misiones, un escenario nuevo para el modo libre y nuevos eventos para el mismo modo de juego. Esta versión es distribuida en España por FX Interactive con el nombre Emergency 4: Edición Oro.

### Emergency DS(2009)
Emergency para Nintendo DS.

### Emergency 2012(2010)
Emergency 2012 es la entrega de esta famosa saga de videojuegos inspirada en desastres naturales como terremotos, olas de calor...
Se puede comprar la versión normal o la deluxe. Esta última trae el juego con un mapa nuevo y un rotativo azul que interactúa con el juego.

### Emergency 2013(2012)
Emergency 2013 es otra entrega de esta famosa saga de videojuegos. Trata al igual que la versión del 2012, con nuevas misiones y un nuevo mapa ultilizando como base la versión anterior.

### Emergency 5(2014)
Emergency 5 será una nueva entrega de esta famosa saga de videojuegos. Trata al igual que las versiones de 2012 y 2013, aunque recupera la posibilidad de crear modificaciones que ya incorporaban las entregas 3 y 4.
El juego Emergency 5 saldrá a la venta el 28 de noviembre. Hay una comunidad del juego. Emergency España

## Mods
Hay una gran cantidad de Mods españoles para Emergency 4 por ejemplo: Madrid Mod, Barcelona Mod, Andalucía Mod, Catalunya Mod, Gandia Mod, etc.
Si quieres saber todos los mods de Emergency 4 aquí esta: https://firemark2014.wixsite.com/e4-mod-downloads/downloads vas a downloads y seleccionas el mod de la A a la Z, créditos a https://www.facebook.com/Emergency4moddownloads/